# Sobianowice
Sobianowice – wieś w Polsce położona w województwie lubelskim, w powiecie lubelskim, w gminie Wólka.
Obok miejscowości przepływa rzeka Ciemięga, która tu kończy swój bieg i wpada do Bystrzycy.
Wieś szlachecka Sobiejanowice leży na Wyżynie Lubelskiej. W drugiej połowie XVI wieku położona była w powiecie lubelskim województwa lubelskiego. W latach 1975–1998 miejscowość administracyjnie należała do ówczesnego województwa lubelskiego. Sobianowice należą do parafii Bystrzyca. We wiosce znajduje się dwór z XVIII wieku.
Wieś stanowi sołectwo gminy Wólka. Według Narodowego Spisu Powszechnego z roku 2011 wieś liczyła 447  mieszkańców.
Wierni Kościoła rzymskokatolickiego należą do parafii Wniebowzięcia Najświętszej Maryi Panny w Bystrzycy.

## Historia
Wieś notowana w roku 1359 jako „Sobiyanowicze”. W tym samym roku własność szlachecka Mikszy z Sobianowic sługi królewskiego i zamku lubelskiego.
W XV i XVI wieku „Sobianowicze”, wieś i folwark nad rzeką Bystrzycą, przy ujściu Dyski w powiecie lubelskim, gminie Wólka Tatarska, parafii Bystrzyca, odległe 11 wiorst od Lublina.
Długosz wymienia tę wieś w parafii Bystrzyca (Długosz L.B. t.II, s.575). W 1531 r. Sobianowice płaciły od 4 łanów. W 1676 r. Jan Gajowski płaci od 3 osób we dworze i 61 poddanych, a Katarzyna Górska od 15 poddanych (Pawiński, Kod. Małop., 349 i 12a).
W 1827 roku było tu 17 domów, 180 mieszkańców. W 1885 r. według Słownika geograficznego Królestwa Polskiego folwark Sobianowice posiadał rozległość 1148 mórg w tym: grunty orne i ogrody mórg 816, łąk mórg 159, pastwisk mórg 1, lasu mórg 123, nieużytków mórg 49. Budynki murowane 8, drewniane 18 płodozmian w uprawach 5 i 11. polowy las nieurządzony, młyn wodny, podkłady kamienia budulcowego. Wieś Sobianowice posiadała osad 22, z gruntem mórg 184.